# Ancora

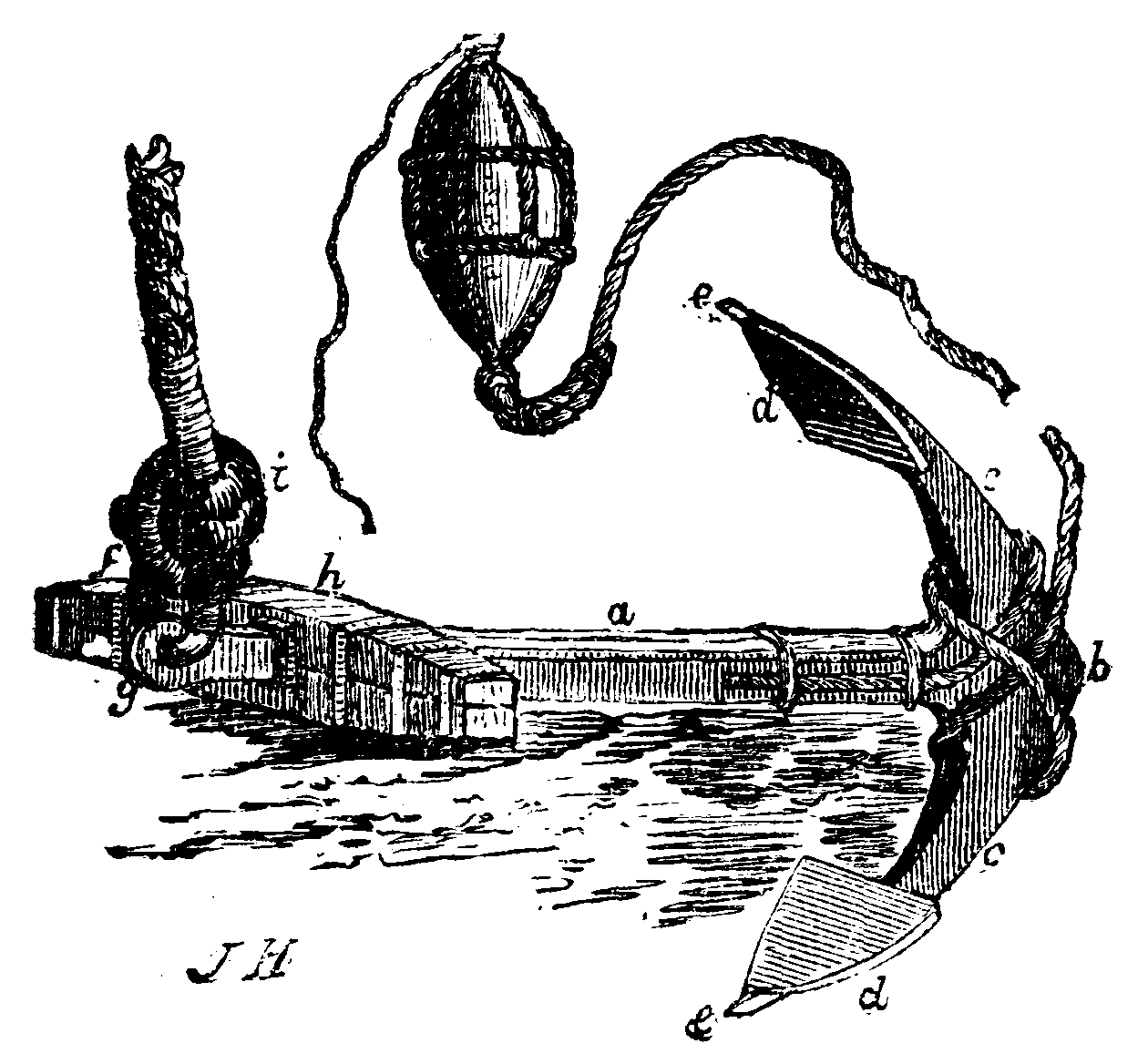
Parti dell'ancora
a. Fusto
b. Diamante
c. Marra
d. Patta
e. Unghia
f. e g. Occhio e cicala
h. Ceppo
i. Cima d'ormeggio

L'àncora, nella nautica, è un oggetto pesante utilizzato per trattenere un'imbarcazione o un idrovolante in un punto specifico del fondale di uno specchio d'acqua; un'ancora è realizzata spesso in metallo e collegata all'imbarcazione per mezzo di una catena o di una cima.
L'ancora è uno strumento antico, conosciuto e usato dai Fenici e dai Greci, che fu successivamente perfezionato dai Romani subendo nel tempo notevoli miglioramenti, ma conservando ancora alcuni dei tratti originari. Nel tempo si è evoluta sia nel materiale con l'uso di ferro, ghisa o acciaio sia nelle forme.

## Meccanismi di funzionamento di un'ancora
Un'ancora lavora esercitando le forze di resistenza sufficienti a trattenere l'imbarcazione a cui essa è collegata. Sono due i modi primari per realizzare questa azione: tramite il peso, che tende a spingere l'ancora sul fondo, e tramite la sua forma, che permette una presa ottimale sui fondali. Mentre le ancore permanenti fanno uso prevalente del fattore peso mediante grandi masse lasciate sul fondo marino, ciò non risulta pratico per le ancore temporanee che necessitano di essere sollevate a bordo dell'imbarcazione. Sebbene il peso dell'ancora e la lunghezza, quindi anche il peso, della catena sommersa (calumo) contribuiscano al meccanismo di ancoraggio garantendo il giusto angolo di presa sul fondo, le ancore temporanee fanno affidamento prevalente sul fattore di forma per «dar testa» bene nei fondali: migliore è la forma, minore è il peso necessario affinché l'ancora funzioni.

## Tipi di ancore

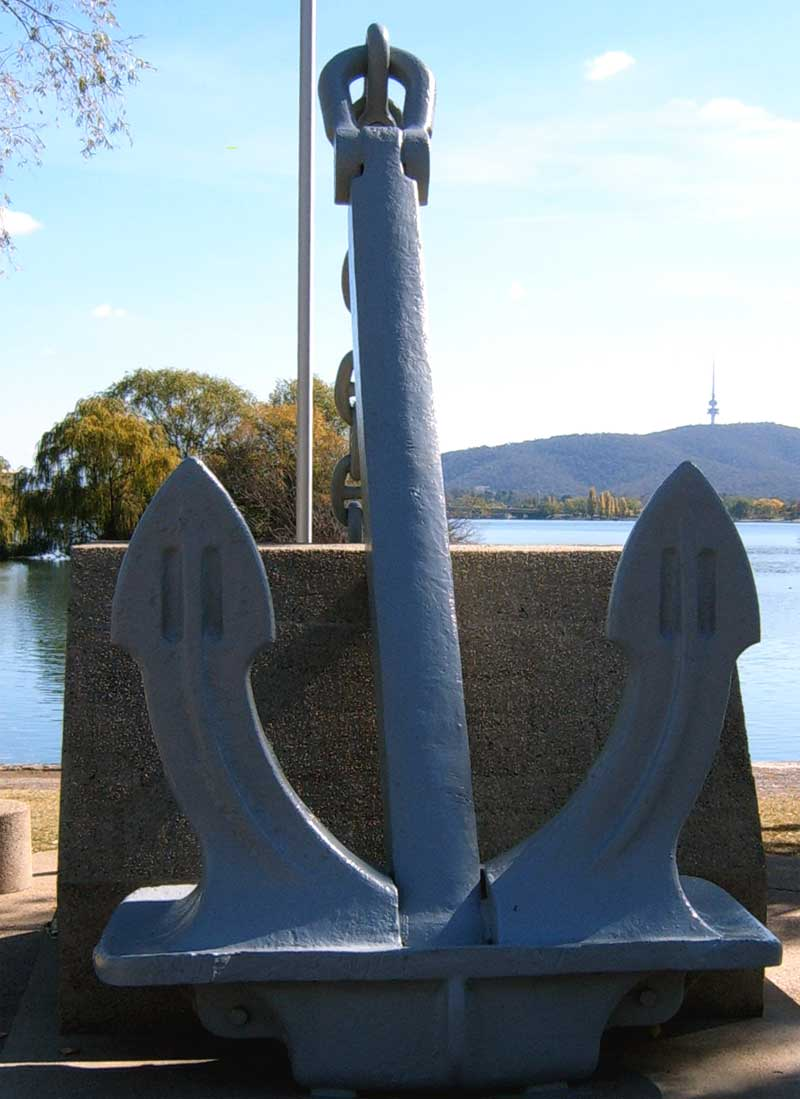
Ancora della HMAS Canberra

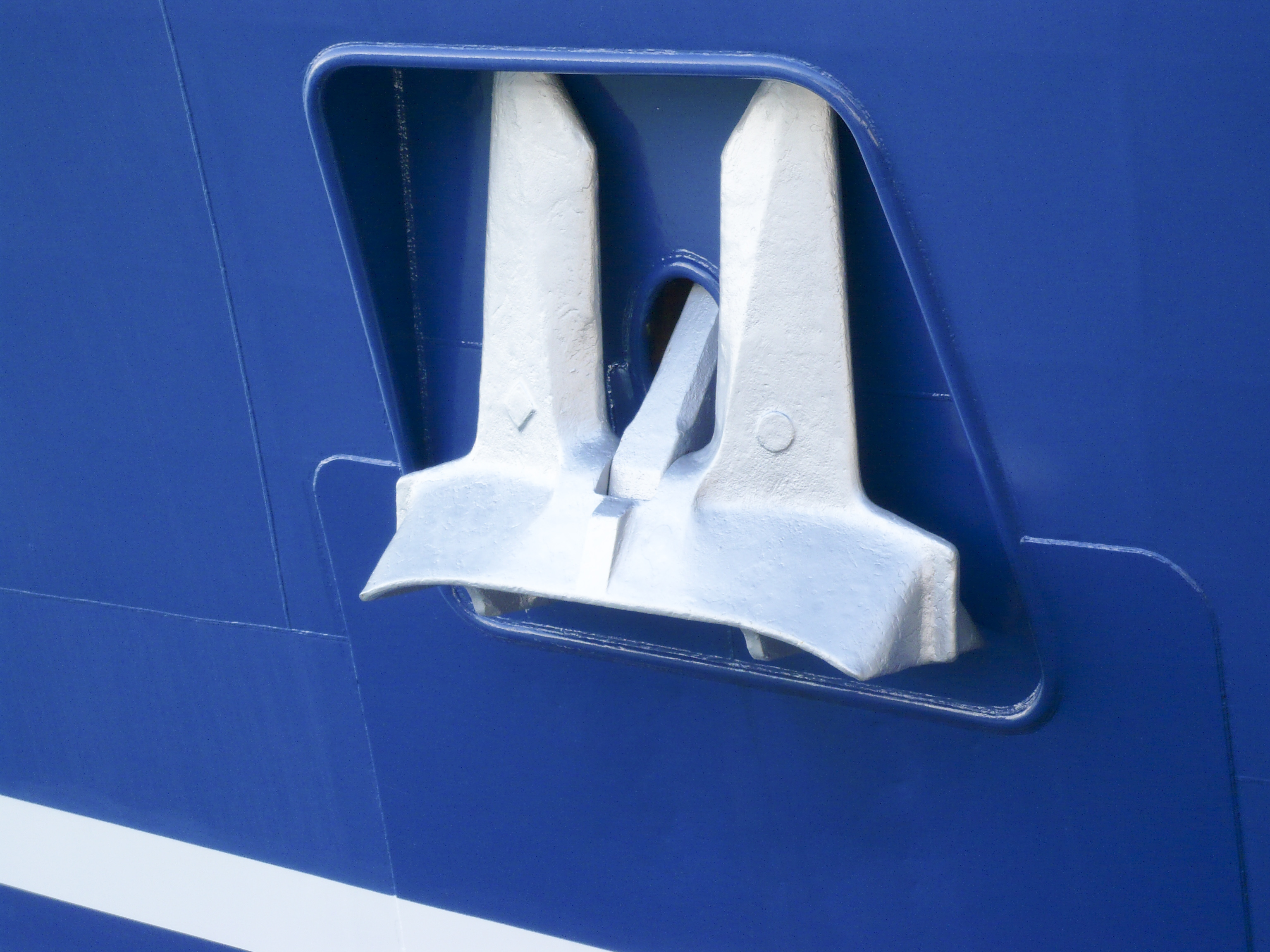
Ancora Hall, alloggiata nella cubìa

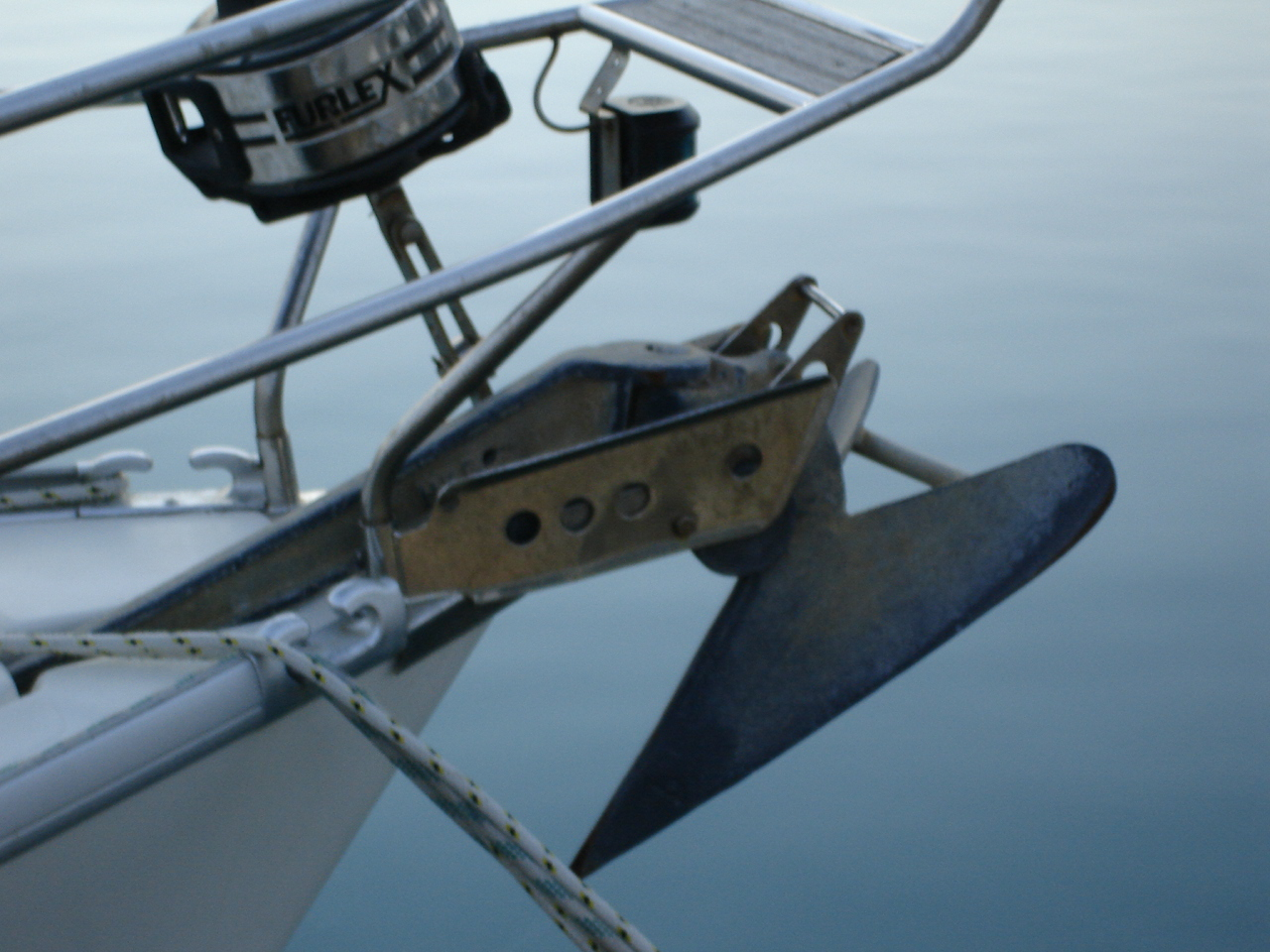
Ancora alloggiata nel musone di prua

Esistono due principali tipi di ancore e conseguentemente di ancoraggi: ancora provvisoria e ancora permanente. 
- Un'ancora provvisoria è trasportata solitamente dall'imbarcazione ed è sollevata a bordo durante la navigazione: è questo il caso a cui per lo più i marinai si riferiscono parlando di ancora e di ancoraggio. In questo caso l'ancora rappresenta un'importante dotazione di bordo di sicurezza per un'imbarcazione e si parla di ancora di posta per indicare quella che si tiene pronta all'uso, cioè di servizio, in contrapposizione a quella di speranza o di rispetto, cioè di riserva.

Dar fondo all'ancora è l'espressione che descrive l'operazione di ancoraggio.
Salpare l'ancora è l'espressione che descrive l'operazione di spedare l'ancora dal fondo e riportarla a bordo.
Nelle moderne navi l'ancora trova alloggiamento nella cubìa, un'apertura presente sulla superficie dei masconi. Nelle imbarcazioni più piccole l'ancora è generalmente alloggiata sul musone di prua oppure, se piccola e magari ripiegabile, nel gavoncello in prua in cui si trova l'eventuale verricello e in cui si ripone la catena salpata. Questo gavone è detto per estensione cala ancore.
- Le ancore permanenti sono usate per mantenere in una fissa posizione in maniera stabile un'imbarcazione, come ad esempio una nave-faro, in tutte le condizioni meteomarine, anche le più avverse. Queste ancore non necessitano o necessitano molto raramente di essere spostate dal fondo o sollevate a bordo. Ancore permanenti sono anche utilizzate per ancorare pontili galleggianti, piattaforme petrolifere, bacini per la pescicoltura, boe, ecc. Impropriamente con ancoraggio permanente si intende anche l'ormeggio delle imbarcazioni, per lo più realizzato senza uso di ancore, ma tramite cime (cime di ancoraggio) o catene a un corpo morto sul fondale.
- Le spere e le ancore galleggianti, spesso confuse tra loro, sono dispositivi o accorgimenti utilizzati quando si vuole ridurre il più possibile lo spostamento o la velocità della barca. Entrambi usano il principio del paracadute, ma in situazioni diverse. La spera può essere qualsiasi zavorra fissata a una cima utilizzata a rimorchio dell'imbarcazione per frenarne l'andatura in caso di maltempo, specie con onde frangenti, e impedire intraversamenti, avendo l'accortezza di far passare la linea di applicazione della forza frenante sull'asse di simmetria dello specchio di poppa, diversamente si favorisce proprio l'intraversarsi. L'ancora galleggiante invece è una sorta di secchio tessile immerso, e si usa laddove la profondità dell'acqua impedisce un ancoraggio vero e proprio, è posto di prua per tener l'imbarcazione orientata al mare e al vento.

### Forma e tipi di ancore temporanee
Un'ancora temporanea moderna consiste generalmente di una barra centrale, detta fusto, e di bracci (marre) dotati di superfici (patte) di forma opportuna al fine di penetrare il fondale. Il fusto è generalmente chiuso a un'estremità da un anello (cicala) per legare l'ancora alla cima o alla catena e presenta in genere all'altra estremità il diamante, dal quale si dipartono le marre.
Le variazioni e le integrazioni di questi elementi-base hanno dato sviluppo a diversi tipi di ancore, utilizzate in relazione al tipo di fondale nel quale devono esercitare la presa e alle caratteristiche dell'imbarcazione. In generale le ancore a patte larghe sono più indicate per fondali di sabbia o fango, mentre quelle a patta stretta e unghia appuntita sono più indicate per fondali duri. Oggi esistono ancore di ultima generazione definite «universali», ovvero capaci di utilizzo in ogni tipo di fondale penetrabile.
Fondamentalmente le moderne ancore temporanee si dividono in cinque famiglie:

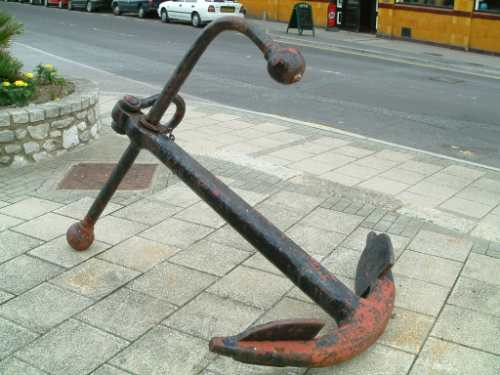
Ancora ammiragliato

- ancore a ceppo;
- ancore a vomere o ad aratro;
- ancore a cucchiaio
- ancore a marre articolate;
- ancore a grappino o a ombrello.

#### Ancore a ceppo
Le ancore a ceppo sono tra le più efficienti. L'esempio più noto di tale famiglia è l'ancora Ammiragliato (così detta perché introdotta con decreto dell'Ammiragliato britannico nel 1852; la scoperta però di un'ancora di questo tipo nel contesto dello scavo delle Navi di Nemi ne ha retrodatato la codificazione dall'Inghilterra vittoriana alla Roma imperiale), spesso usato a simbolo stesso dell'ancora. La sua efficacia è legata alle dimensioni contenute delle marre, che le permettono di affondare anche nel groviglio delle alghe, e al ceppo che le permette, una volta arrivata sul fondo, di assumere una posizione particolarmente favorevole alla presa delle marre nel terreno. In commercio si trovano per lo più a ceppo sfilabile, per un più facile stivaggio.
L'ancora Northill appartiene a questa famiglia, ma per il suo peso è di uso esclusivo su navi.

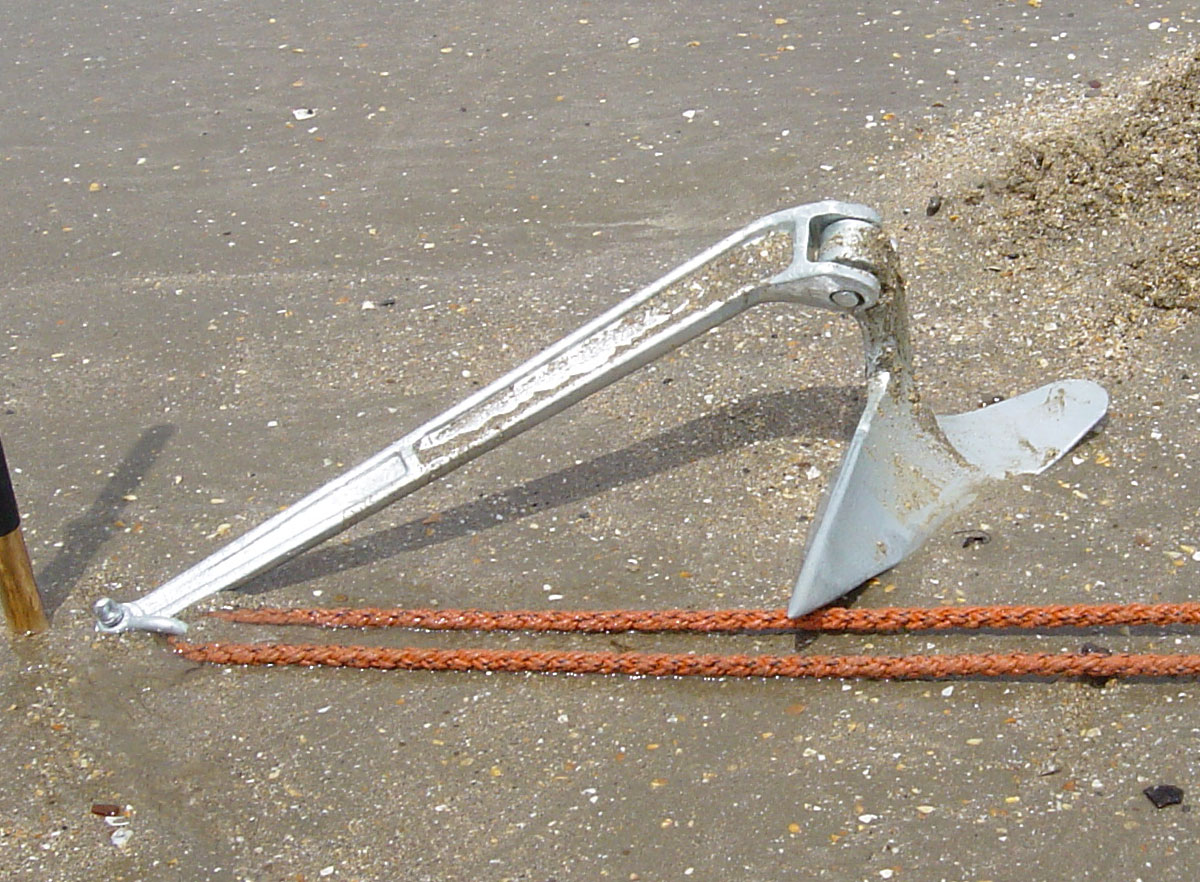
Ancora CQR

#### Ancore a vomere o aratro
Le ancore di questa famiglia hanno in comune il fatto che le loro marre assomigliano a un aratro. Esse sono particolarmente popolari tra i naviganti diportisti e possessori di barche private. Hanno generalmente un buon comportamento in tutti i fondali, ma non sono eccezionali su nessuno in particolare. Le ancore di questa famiglia più conosciute sono la CQR e la Delta, che è «figlia» della prima.
La CQR originale fu messa a punto nel 1933 dal matematico Geoffrey Ingram Taylor, per coprire le esigenze degli idrovolanti che necessitavano di un'ancora di ancoraggio leggera, ma efficiente. Ha la caratteristica che, trascinata sul fondo marino, tende a girarsi lateralmente, conficcando la sua punta nel terreno e quindi ammorsarsi grazie alla sua forma ad aratro. Fa prese su ogni tipo di fondale, tranne che nella posidonia, dove però riesce a sfruttare ogni tipo di asperità per aggrapparsi.

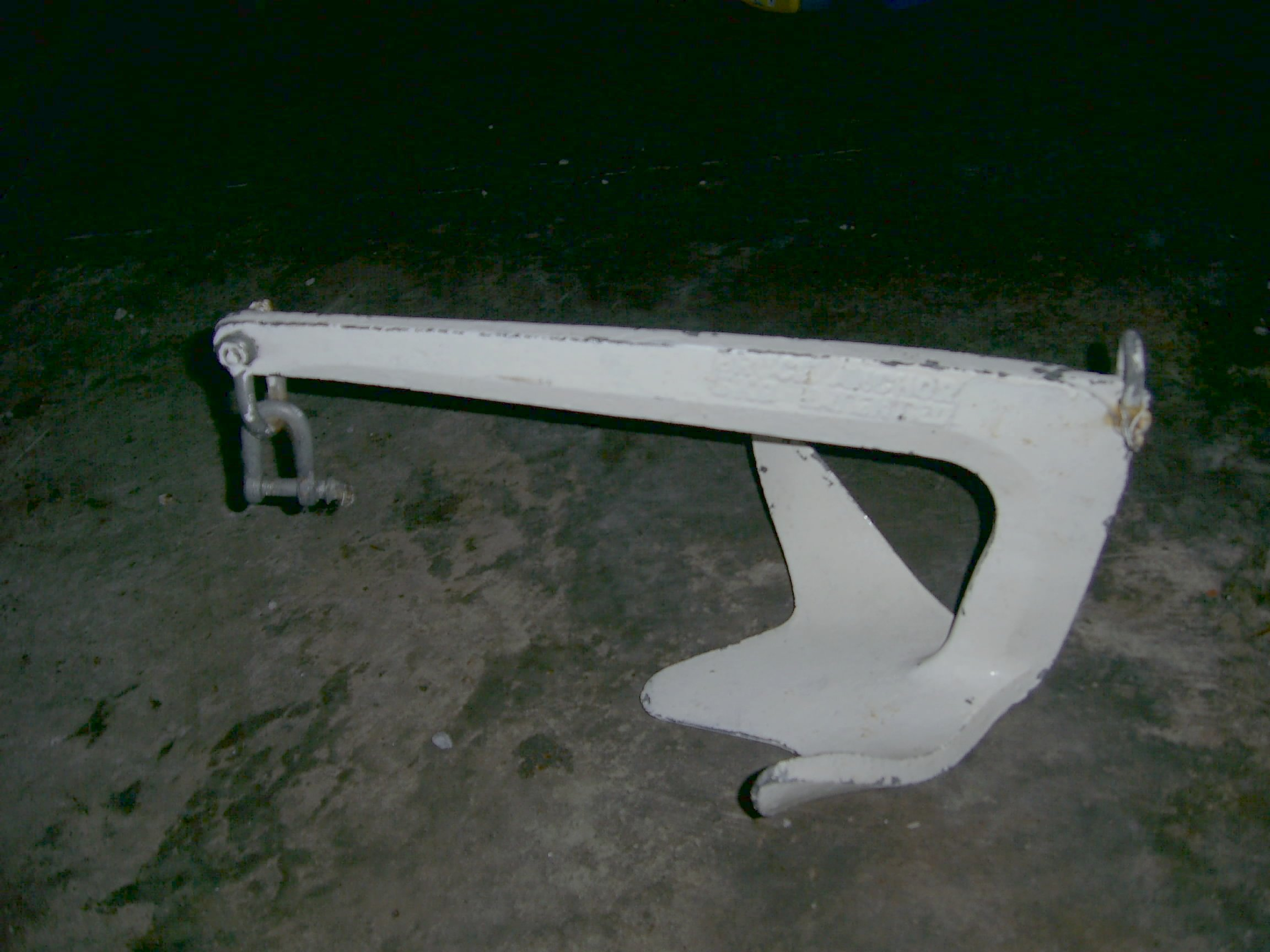
Ancora Bruce

### Ancore a cucchiaio
In questa famiglia cadono molte delle ancore contemporanee ad alta tenuta. Sono ancore totali, ovvero non solo adatte a tutti i fondali, ma anche con la più alta tenuta in ogni fondale. Essendo di recente costruzione non sono ancora estremamente diffuse. Le più conosciute sono Spade, Rocna, Ultra.
In questa famiglia si può far in qualche modo rientrare la ormai storica ancora Bruce e tutte le sue derivate, per esempio la Trefoil, considerandola una sorta di «cucchiaio capovolto» o guantone. L'ancora Bruce fu disegnata nel 1970 da Peter Bruce, ingegnere navale, per l'ancoraggio delle piattaforme petrolifere. Nata specificamente per la sabbia, è un'ancora molto popolare tra le piccole imbarcazioni e ha un'ottima presa nei fondali giusti, diversi da quelli fangosi ed erbosi. Funziona bene nei modelli a elevato peso, meno bene in quelli a basso peso, tipicamente utilizzate nelle piccole imbarcazioni.

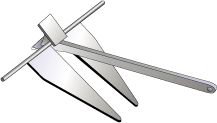
Ancora Danforth

#### Ancore a marre articolate
Si tratta di ancore con marre molto grandi e piatte che possono ruotare su un asse trasversale al fusto.
L'ancora Danforth è la più conosciuta di questa famiglia. È un'ancora leggera con una presa eccezionale su fondali di sabbia, ma con prestazioni molto limitate su altri fondali, in particolare su fondali rocciosi e di posidonie, sui quali tende a scivolare con un effetto slitta.
Anche l'ancora Hall appartiene a questa famiglia, ma per il suo peso è di uso prevalente su navi di grandi dimensioni.

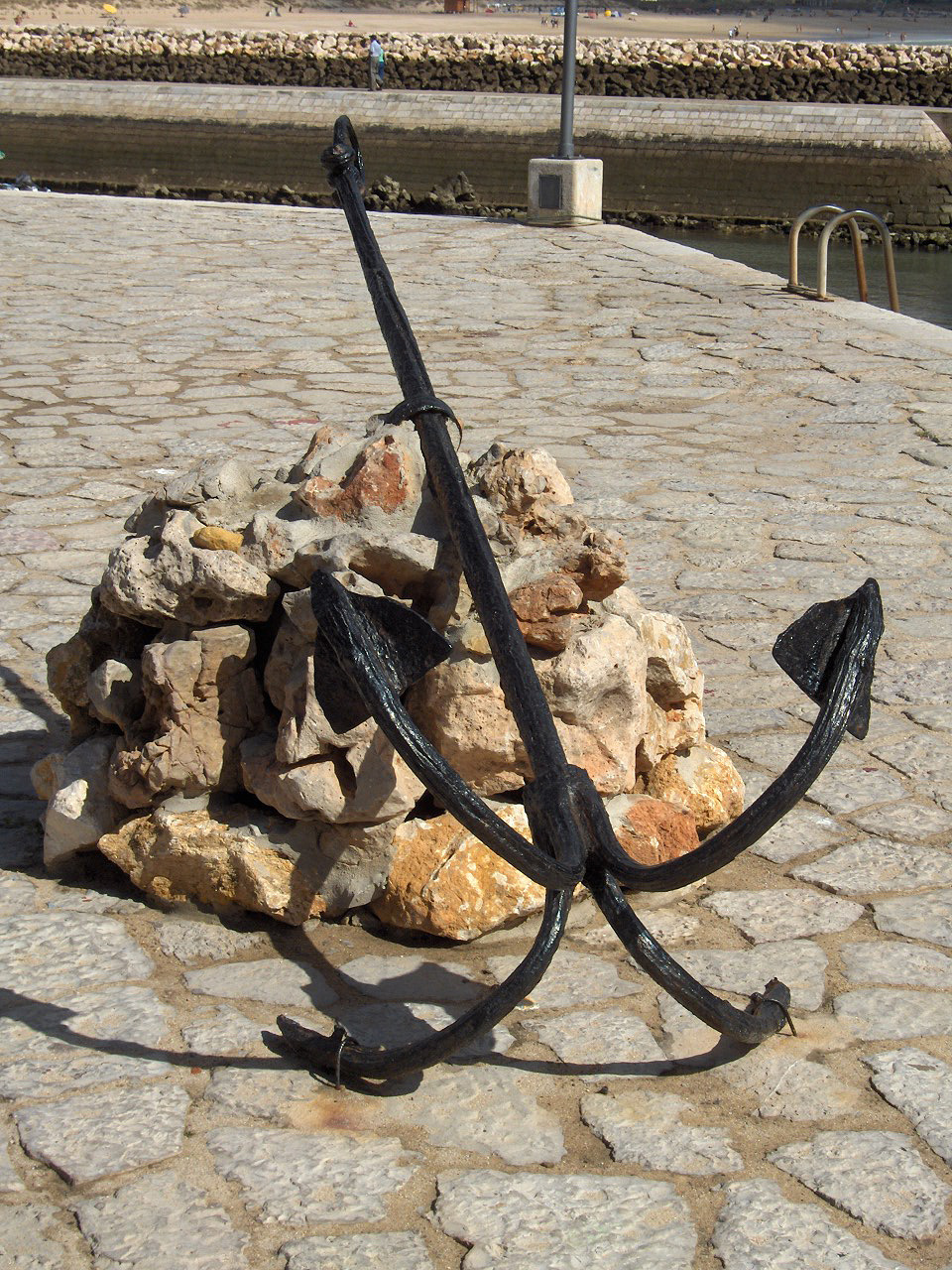
Ancora a grappino

#### Ancore a grappino o a ombrello
Di forma tradizionale, il grappino è semplice da progettare e costruire. Ha il vantaggio che, indipendentemente dal lato con cui tocca il fondo marino, c'è sempre una marra che fa presa sul fondale. È particolarmente usata su piccoli natanti.
Il tipo con marre larghe è adatta in fondali sabbiosi, fangosi o ciottolosi, mentre quella con marre più strette rende meglio su fondali duri, sono comunque da evitare i fondali rocciosi per la facilità con cui si può incattivare.
- Nei modelli più recenti, specie a marre larghe, è spesso con marre richiudibili a ombrello, per un più facile stivaggio. Per quelli a marre strette esistono geniali soluzioni artigianali diverse che consentono lo stivaggio coricato dell'ancora: una coppia di marre che può essere sbloccata a mano e ruotata sul fusto fino ad appaiarsi alla coppia, oppure una coppia di marre sfilabile, o ancóra le 4 marre sfilabili in blocco dal fusto.

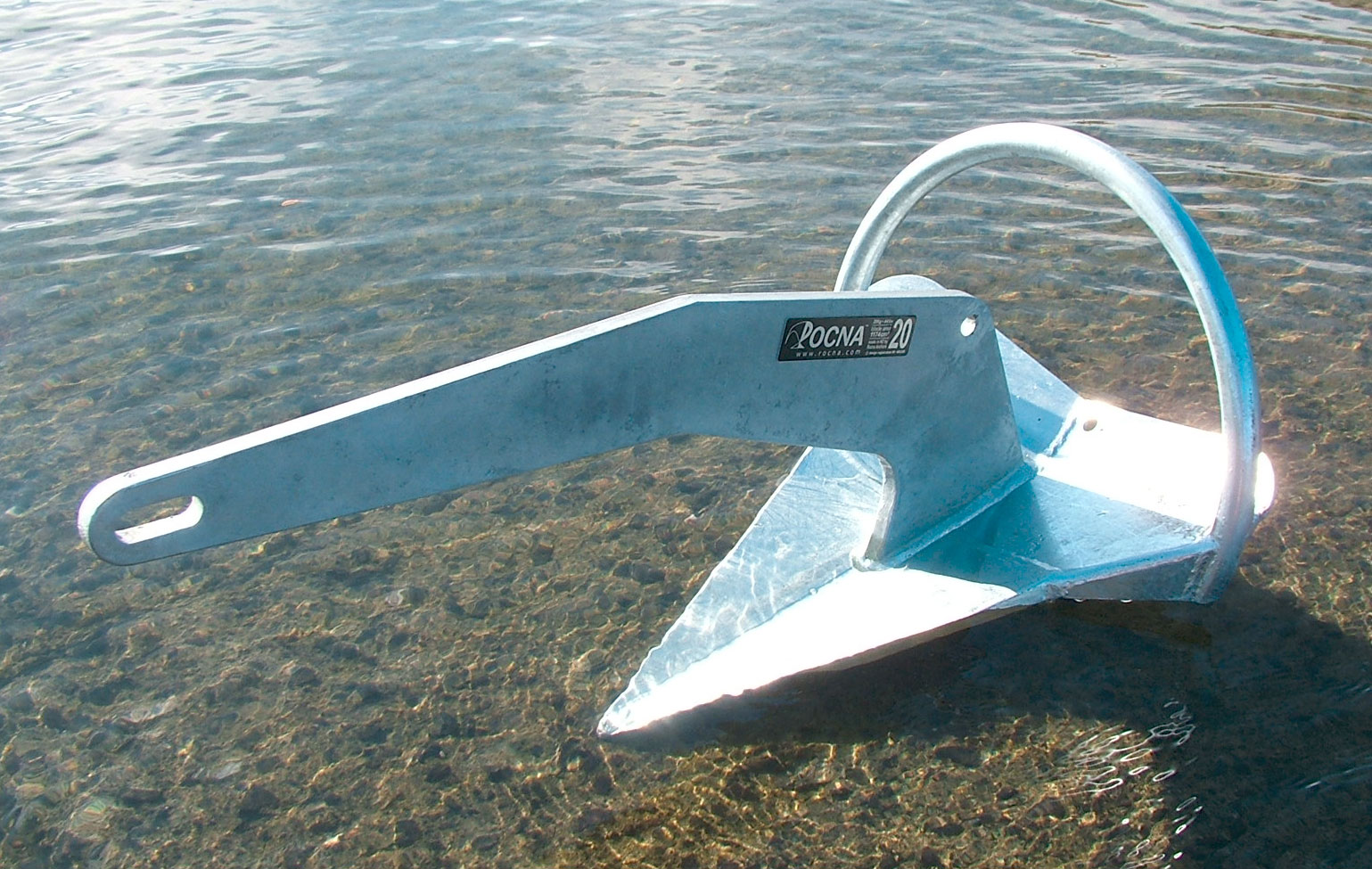
Ancora Rocna

#### Ancore di recente sviluppo
In anni recenti sono stati portati a termine diversi progetti di ancore, di facile uso e con una forte capacità di presa, orientate per imbarcazioni da piccola a grande dimensione: molti di questi progetti sono sotto brevetto.
- ancora Bügel (o Wasi) di design tedesco – Ha una forma piatta e triangolare, con dietro un roll-bar a semicerchio che le conferisce una forma autoraddrizzante. Ha delle buone prestazioni su ogni tipo di fondale.
- ancora Bulwagga di origine americana - È costituita da tre marre piatte che si diramano da un gambo basculante, due delle quali penetrano nel fondo. È adatta a fondali sabbiosi o fangosi come la Danforth, risultando anche più affidabile di quest'ultima.
- ancora Spade di design francese - Ha una forma triangolare e concava, appesantita sul diamante da una camera di zavorra in piombo, garantendo sulla punta buona parte del peso dell'ancora e, di conseguenza, che adotti l'angolo giusto per penetrare sul fondale.
- ancora Rocna di design neozelandese – Presenta un roll-bar come l'ancora Bügel, ma con una forma concava e una punta più spessa, come l'ancora Spade.
- ancora Sarca di design australiano - Ha una forma convessa che la fa somigliare alle ancore ad aratro e un sottile roll-bar a conferirne capacità autodrizzanti, ma l'angolo retto con il gambo la rende poco penetrante.[1]

Ancore a tenuta dinamica. Fra le ancore recenti l'ultima evoluzione è quella delle cosiddette «ancore a tenuta dinamica» ovvero quelle che, sotto tiro, hanno un comportamento che gli permette non solo di dare testa in poco spazio, ma di assestarsi in posizioni di forza a mano a mano che cresce il tiro. Questa caratteristica fa sì che abbiano una tenuta statica già più alta delle ancore di precedente concezione, ma se si dovesse superare questa tenuta a causa di un tiro più forte o per un semplice giro di vento che le fa ruotare queste si assestano sempre più solidamente nel fondale e non spedano.
In poche parole, queste ancore fanno testa con grande capacità in ogni fondale (penetrabile), non possono spedare e possono essere solo salpate con un tiro verso l'alto a circa 80°-90°.

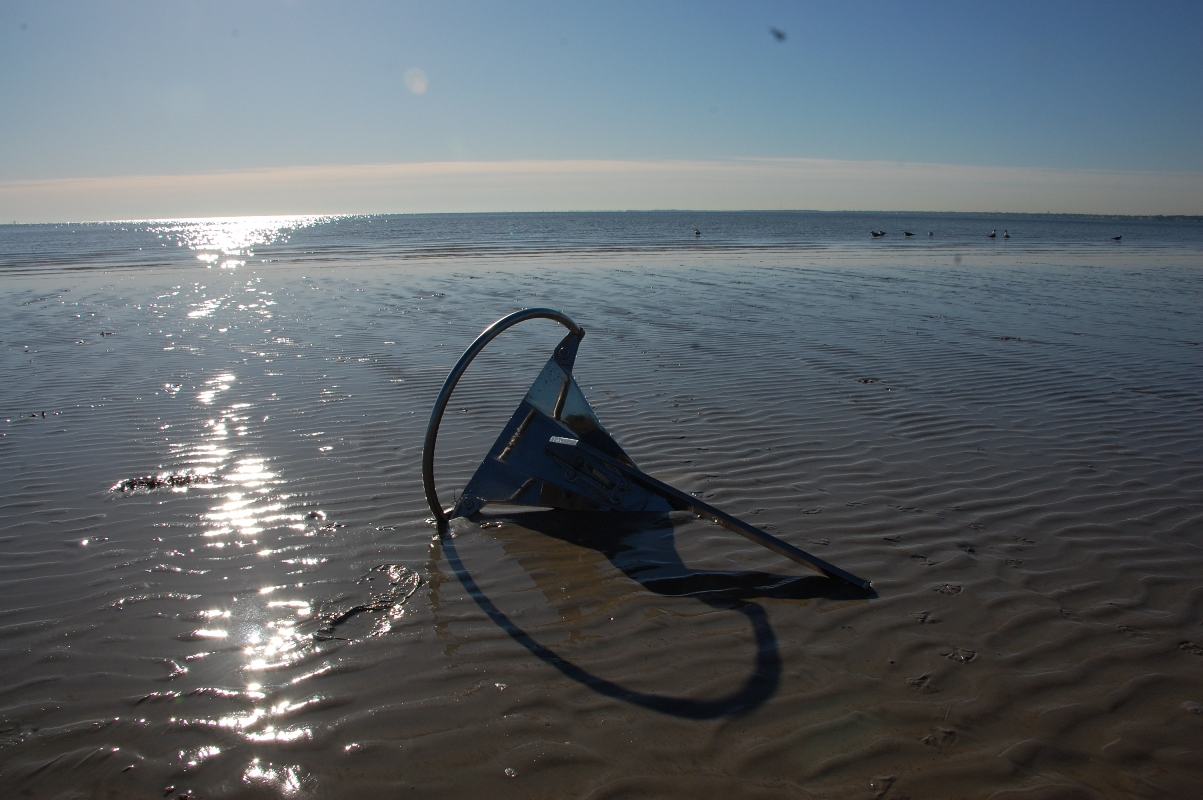
Ancora Mantus

- ancora Ultra (o Ultranchor) di design turco - Autoraddrizzante di peso e disegno a geometria complessa.
- ancora Mantus di disegno americano - Autoraddrizante di forma e costruita secondo una geometria vettoriale che massimizza la pressione sull'unghia.

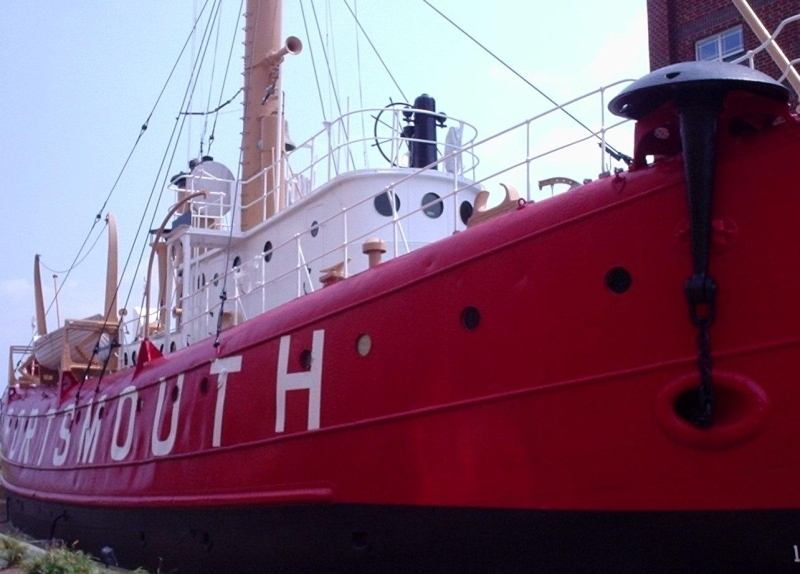
Ancora a fungo in una nave-faro

### Forma e tipi di ancore permanenti
Le ancore permanenti rientrano in una grande varietà di forme. Non dovendo essere sollevate a bordo, se non occasionalmente, e dovendo garantire l'ancoraggio in qualsiasi condizione meteo, caratteristica comune delle ancore permanenti è il loro elevato peso. Per le navi-faro e in fondali sabbiosi spesso è utilizzata l'ancora a fungo. Ancore permanenti possono essere costituite anche da grandi lastre di roccia o cemento. In alternativa, ancore permanenti sono pure costituite da sistemi infissi sul fondo mediante trivellazione; in tutti questi casi si parla più propriamente di «corpi morti».

## Simbolo e simbolismi
Nelle cartografia nautica, il simbolo dell'ancora «⚓» (Unicode U+2693) è spesso utilizzato per indicare una zona di ancoraggio.
Nell'iconografia cristiana l'ancora rappresenta la fede cristiana e la speranza nella risurrezione: nella Lettera agli Ebrei, si parla della speranza che serve alla nostra anima come un'ancora ferma e assicurata al fondo marino.
La cubìa, dove trova alloggiamento l'ancora, è detta anche occhio di cubìa: tale nome deriva dall'usanza di alcune popolazioni antiche di dipingere un occhio quale espressione di fede in una divinità che si credeva sempre vigile contro i pericoli della navigazione.